# Piedras rúnicas vikingas
Las piedras rúnicas vikingas son estelas rúnicas erigidas en honor de personas que participaron en las expediciones vikingas. En este artículo se enumerarán las piedras rúnicas que mencionan viajes hacia el Europa occidental, generalmente están dedicadas a hombres que fueron guerreros vikingos o que murieron en estos viajes al oeste. Todas están escritas en nórdico antiguo y grabadas en futhark joven.
El grupo más grande de estas son las que mencionan Inglaterra, unas 30 estelas, que por ser tan numerosas se mencionan en un artículo aparte, piedras rúnicas inglesas. Además existieron expediciones hacia el Este, Europa oriental y el Imperio bizantino que se tratan en los artículos Piedras rúnicas varegas, Piedras rúnicas de Ingvar y Piedras rúnicas de las expediciones bálticas.
La piedra rúnica más notable es la piedra rúnica de Kjula que contiene un poema en nórdico antiguo, en métrica fornyrðislag, que se refiere al historial bélico de un tal «Spear»:
| SaR vestarla um vaRit hafði, borg um brutna i ok um barða; færð han karsaR kunni allaR. | Quien ha estado en el oeste, desembarcó y luchó en las ciudades. él conocía todas las fortalezas del viaje. |  |

A continuación se enumeran las piedras según la terminología del proyecto Rundata. Las trascripciones del nórdico antiguo se aparecen en los dialectos sueco y noruego para facilitar la comparación con las inscripciones. La traducción española es la traducción de la inglesa que se proporciona en el proyecto que da los nombres en los estándares de los dialectos islandés y noruego.

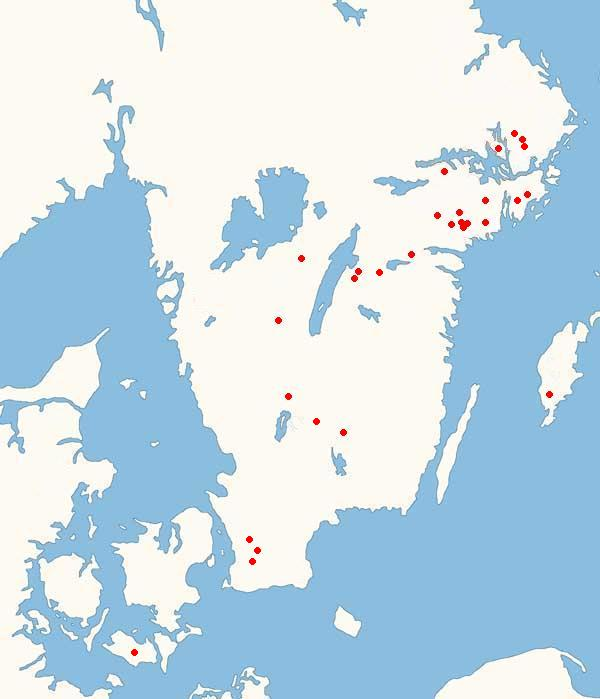
Mapa de distribución de las piedras rúnicas vikingas en el sur de Suecia y Dinamarca.

## Convenciones

### Transliteración y transcripción
Existe una tradición bastante antigua de transliterar las runas a caracteres latinos en negrita y transcribir el texto al nórdico estándar en cursiva. Se realiza esta práctica para diferenciar los textos con los distintos procesos. Al no mostrar solo la inscripción original, sino también la transliteración, la transcirpción y la traducción los expertos presentan el análisis de forma que el lector puedan seguir el proceso de interpretación de las runas. Cada paso presenta dificultades, pero la mayoría de las inscripciones del futhark joven son fáciles de interpretar.
En las transliteraciones *, :, ×, ' y + representan separaciones entre separaciones comunes entre palabras, mientras que ÷ representa separaciones no habituales. Los paréntesis, (), representan runas dañadas que no pueden identificarse con certeza, y los corchetes, [], representan secuencias de runas que han desaparecido, pero que pueden identificarse por las descripciones o dibujos de los historiadores antes de que se perdieran. Un guion corto, -, indica que hay una runa que no puede ser identificada. Los puntos suspensivos, ..., muestran que se supone que había algunas runas en esa posición pero que han desaparecido. Dos barras, | |, dividen un signo rúnico en dos letras latinas, que los grabadores a menudo ligaban runas consecutivas. §P y §Q indica dos posibles lecturas de una inscripción, mientras §A, §B y §C indica que la inscripción está dividida en partes que pueden aparecer en distintos lados de la piedra.
Las comillas simples, < >, indican que hay una secuencia de runas que no se puede interpretar con certeza. Otros signos especiales son las letras þ y ð. La primera de ellas es la letra thorn que representa al sonido fricativo dental sordo, como la z española. La segunda letra es ed que representa a la consonante fricativa dental sonora como la th del inglés «the». El signo R representa a la runa yr, y el ô es igual que el diacrítico islandés, ǫ.

### Nomenclatura
Cada inscripción rúnica tiene un código de identificación que se usa en la literatura especializada para referirse a esa inscripción. El código consta de varias partes de los cuales solo son obligatorios los dos primeros. La primera parte consiste en una o dos letras que indican la región o el país donde apareció la inscripción, por ejemplo, U para Uppland, Sö para Södermanland y DR para Dinamarca. La segunda parte es el número de orden en que apareció la inscripción en una publicación nacional oficial (normalmente en Sveriges runinskrifter). Así U 73 significa que la piedra es la 73.ª inscripción de Uppland que se registró en Sveriges runinskrifter. Si la inscripción se ha documentado posteriormente a su publicación oficial, se numera según la publicación que la describió por primera vez, por ejemplo Sö Fv1954;20, donde Sö representa a Södermanland, Fv alude a la publicación anual Fornvännen, y 1954 es año del número de Fornvännen y 20 es la página del ejemplar.

## Uppland

### U 349
Esta piedra estaba situada en Odenslunda, pero ha desaparecido. Pertenecía al estilo RAK. Aunque se conoce por dibujos del siglo XVII.
Transliteración:
[uikitil × uk × usur -...u × risa × stin × þina * iftiR × ustin × faþ.........þan × on furs × uti × miþ × ala × skibin × kuþ × ialbi × (a)t]
Transcripción al nórdico antiguo:
Vikætill ok Ossurr [let]u ræisa stæin þenna æftiR Øystæin, fað[ur]... [go]ðan. Hann fors uti með alla skipan. Guð hialpi and.
Traducción:
"Véketill y Ôzurr hicieron erigir esta piedra en memoria de Eysteinn,... buen padre. El pereció en el extranjero con todos los marinos. Que Dios ayude (a su) espíritu".

### U 363
Esta piedra que se localizaba en Gådersta se ha perdido. Posiblemente era del estilo Pr4.
Transliteración:
[kislauk * lit * hakua * at sun sin * sbialtbuþi * ulfr * ikuar * hulfastr * kairi * þaiR * at broþur * sin * þiakn * fors * uti ok * at biarn faþur sin bro kirþu * ku=þ hialbi silu]
Transcripción al nórdico antiguo:
Gislaug let haggva at sun sinn, Spiallbuði, UlfR, Ingvarr, Holmfastr, GæiRi, þæiR at broður sinn Þiagn, fors uti, ok at Biorn, faður sinn. Bro gærðu. Guð hialpi salu.
Traducción:
"Gíslaug encargó cortar (esta) en memoria de su hijo; Spjallboði, Ulfr, Ingvarr, Holmfastr, Geiri, hicieron el puente en memoria de su hermano Þegn (que) pereció en el extranjero, y en memoria de Bjôrn, su padre. Que Dios ayude (a sus) almas".

### U 504
Esta piedra rúnica es una inscripción antigua del estilo RAK sin ornamentos. Está ubicada en Ubby y fue erigida en memoria de un padre. Este hombre había participado en expediciones vikingas tanto al oeste como al este.
Transliteración:
+ kitil×fastr × risti × stin + þina × iftiR × askut × faþur + sin × saR × uas × uistr × uk × ustr + kuþ ialbi × as × salu
Transcripción al nórdico antiguo:
Kætilfastr ræisti stæin þenna æftiR Asgaut, faður sinn. SaR vas vestr ok austr. Guð hialpi hans salu.
Traducción:
"Ketilfastr erigió esta piedra en memoria de Ásgautr, su padre. Él estuvo en el Oeste y el Este. Que Dios ayude a su alma".

### U 611
Esta piedra rúnica del Pr1 está situada en Tibble. Parece ser que fue erigida en memoria de un hombre que murió perteneciendo a la tropa del jefe vikingo Freygeirr.
Transliteración:
biurn : auk : stnfriþ : litu : arisa s--n : afti : kisila : han : uti : fial : i liþi : frekis *
Transcripción al nórdico antiguo:
Biorn ok Stæinfrið letu ræisa s[tæi]n æftiR Gisla. Hann uti fioll i liði FrøygæiRs(?).
Traducción:
"Bjôrn y Steinfríðr hicieron erigir la piedra en memoria de Gísli. Cayó en el extranjero en la tropa de Freygeirr's(?)".

### U 668
Esta piedra está ubicada en Kolsta (también escrito Kålsta). Se encontró en el siglo XVII por un ayudante y formaba parte de un muro de una casa solariega. Tras haber desaparecido durante 100 años fue redescubierta a mediados del siglo XIX.
Esta piedra destaca por haber sido erigida en memoria de uno de los miembros de la guardia personal de los reyes dano-ingleses, la Þingalið, que era un selecto grupo de guerreros compuesta principalmente por escandinavos. Esta unidad de élite constaba de entre 1016 y 1066 miembros. Otra piedra rúnica erigida en memoria de un hombre que murió sirviendo en la misma tropa se encuentra en Södermanland, la piedra rúnica de Råby.
La piedra de Kolsta es del estilo Pr3, y es posterior a 1050, como indica la presencia de runas punteadas y el uso de la runa oss para transcribir el fonema «o».
Transliteración:
' sterkar * auk ' hioruarþr ' letu * reisa * þensa * stein at ' faþur sin keir(a) ' sum ' uestr ' sat ' i þikaliþi * kuþ hialbi salu
Transcripción:
Stærkarr ok Hiorvarðr letu ræisa þennsa stæin at faður sinn GæiRa, sum vestr sat i þingaliði. Guð hialpi salu.
Traducción:
"Styrkárr y Hjôrvarðr mandaron erigir esta piedra en memoria de su padre Geiri, que se sentó en la asamblea de la guardia extranjera en el Oeste. Que Dios ayude a (su) alma".

## Södermanland

### Sö 14
Esta piedra se encuentra en la iglesia de Gåsinge. Es del estilo Fp y fue mandada erigir por tres mujeres en memoria en memoria de su esposo y padre. Él tomó parte de una expedición al oeste, posiblemente con Canuto II de Dinamarca.
Transliteración:
rakna * raisti * stain * þansi * at * suin * buta * sit * auk * sifa * auk * r-knburk * at * sit * faþur * kuþ * hil[b]i * at * [hat]s * uit * iak * þet * uaR * sui- * uestr * miþ * kuti
Transcripción al nórdico antiguo:
Ragna ræisti stæin þannsi at Svæin, bonda sinn, ok Sæfa ok R[a]gnborg at sinn faður. Guð hialpi and hans. Væit iak, þæt vaR Svæi[nn] vestr með Gauti/Knuti.
Traducción:
"Ragna erigió esta piedra en memoria de Sveinn, su marido, y Sæfa y Ragnbjôrg en memoria de su padre. Que Dios ayude a su alma. Yo sé que Sveinn estuvo en el oeste con Gautr/Knútr".

### Sö 53
Esta piedra que ha desaparecido estaba situada en Valstad. Probablemente era del estilo RAK y fue erigida en memoria de un hijo que murió en el oeste.
Transliteración:
[lafR * raisþi * stain * þansi : iftiR * sulfu * sun sin : han uarþ : uastr * tauþr]
Transcripción al nórdico antiguo:
OlafR ræisþi stæin þannsi æftiR Sylfu/Solfu, sun sinn. Hann varð vestr dauðr.
Traducción:
"Ólafr erigió esta piedra en memoria de Sylfa/Solfa, su hijo. El murió en el Oeste".

### Sö 62
Esta piedra rúnica que se encontró en Hässlö, hoy Hässle, es del estilo Pr1. Se erigió en memoria de un hijo que murió en la ruta al oeste.
Transliteración:
kuni : rasti stan : þansi : a ragna : sun san : kuþan : i uak : uaþ : taþR uastr
Transcripción al nórdico antiguo:
Gunni ræisti stæin þannsi at Ragna, sun sinn goðan, i veg varð dauðr vestr.
English translation:
"Gunni erigió esta piedra en memoria de Ragni, su buen hijo; (él) murió en la ruta del oeste".

### Sö 106
La piedra rúnica de Kjula es una estela famosa del estilo Pr1 que se encuentra en Kjula en el camino viejo entre Eskilstuna y Strängnäs, que era el emplazamiento de la asamblea local.
La inscripción habla de un hombre llamado Spjót (lanza) que participó en las batallas del Europa occidental. Se cree que fue erigida por la misma familia de aristócratas que encargaron el grabado Ramsund y la piedra rúnica de Bro en Uppland.
Varias autoridades en la materia tales como Sophus Bugge, Erik Brate y Elias Wessén han discutido sobre el contenido de esta piedra y la magnitud de la guerra en la que ve Spjót estuvo. Spjót, signifiva "lanza", es un nombre bastante insólito y posiblemente fue un apodo que se ganó como guerrero.
Transliteración:
alrikR ¤ raisti ¤ stain × sun × siriþaR × at × sin faþur × sbiut ×× saR × uisitaula × um × uaRit : hafþi × burg × um brutna : i : auk × um barþa +× firþ × han × kar(s)aR + kuni + alaR ×
Transcripción al nórdico antiguo:
AlrikR ræisti stæin, sunn SigriðaR, at sinn faður Spiut, saR vestarla um vaRit hafði, borg um brutna i ok um barða, færð hann karsaR kunni allaR.
Traducción:
"Alríkr, el hijo de Sigríðr, erigió esta piedra en memoria de su padre Spjót, que estuvo en el Oeste, derrotó y luchó en las ciudades Oeste. Él conocía todas las fortalezas del viaje".

### Sö 137
Esta es una de las piedras rúnicas de Aspa y es del estilo estilo RAK. Se grabó con runas de rama larga y runas sin poste. En la última fila todas las palabras menos una se escribió con runas sin poste.
Transliteración:
A þura : raisþi : stin : þ--si at : ubi : buanti : sin
B : stain : saR:si : stanr : at : ybi : o þik*staþi : at ¶ : þuru : uar : han : uestarla : uakti : karla ¶ [sa þar] * sunr þaþ * raknasuatau(k)i(f)maR[sua]
Transcripción al nórdico antiguo:
A Þora ræisþi stæin þ[ann]si at Øpi, boanda sinn.
B Stæinn saRsi standr at Øpi a þingstaði at Þoru ver. Hann vestarla væknti(?) karla, sa þaR sunR það....
Traducción:
A "Þóra erigió esta piedra en memoria de Œpir, su marido".
B "Esta piedra se alza en memoria de Œpir, en el lugar de la asamblea en memoria del marido de Þóra. Él armó (?) (su) hombres en el Oeste. El hijo vio esto allí...".

### Sö 159
Esta piedra se ha catalogado en el estilo RAK, a pesar de tener decoraciones. Se encuentra en Österberga. Presenta tanto runas de rama larga y runas sin poste. Se erigió en memoria de un padra que había estado mucho tiempo en el Oeste.
Transliteración:
: ikialtr : ak : aluiR : raisþu : stain : þansi : at : þurbiurn : faþur : sin : han uaistr hafR uf uaRit leki rorikR * kumytr biu * kunlaifR hiuku runaR
Transcripción al nórdico antiguo:
Ingialdr ok AlveR/ØlveR ræisþu stæin þannsi at Þorbiorn, faður sinn. Hann vestr hafR of vaRit længi. HrøRikR(?), Guðmundr, <biu>, GunnlæifR hiuggu runaR.
Traducción:
"Ingjaldr y Ôlvir erigió esta piedra en memoria de Þorbjôrn, su padre. Él estuvo mucho tiempo en el Oeste. Hrœríkr(?), Guðmundr, <biu> (y) Gunnleifr cortaron las runas".

### Sö 164
Esta piedra rúnica situada en Spånga tiene runas de rama larga y runas de rama corta y runas sin poste además de runas cifradas. La ornamentación consiste en un barco cuyo mástil termina en una cruz decorada. Se erigió sobre la tumba de un hombre que tomó parte en una expedición al oeste.
Transliteración:
kuþbirn : uti : þaiR r(a)isþu : stan þansi : at : kuþmar : f(a)þur : sin : stuþ : triki:l(a) : i * stafn skibi : likR uistarla uf huln sar tu :
Transcripción al nórdico antiguo:
Guðbiorn, Oddi, þæiR ræisþu stæin þannsi at Guðmar, faður sinn. Stoð drængila i stafn skipi, liggR vestarla of hulinn(?), saR do.
Traducción:
"Guðbjôrn (y) Oddi, erigieron esta piedra en memoria de Guðmarr, su padre. Él murió formando parte valientemente de la tripulación de un barco; (ahora) yace inhumado en el Oeste".

### Sö 173
En el pueblo de Tystberga hay tres piedras rúnicas. Dos de ellas, las denominadas Sö 173 y Sö 374, esta última con una cruz, tienen inscripciones son del siglo XI y hablan de la misma familia. Probablemente se refieren a expediciones vikingas tanto al Este como al oeste.
Su localización fue descrita por primera vez por Lukas Gadd en la revisión de los monumentos prehistóricos que llevó a cabo en el siglo XVII. Afirmaba que había una piedra tumbada con tunas junto a otra losa inclinada. Y que además había cerca un gran cuadrado de piedra rodeado de filas de pequeñas piedras, que Gadd describió como un cementerio. No lejos de estas piedras había un monumento megalítico de unos 20 pasos de largo.
La descripción del siglo XVII de la estela sin cruz hecha por Johan Hadorph y Johan Peringskiöld ha ayudado a los expertos a reconstruir el texto de las partes dañadas actualmente. La piedra fue puesta en pie de nuevo en 1864 por Richard Dybeck. En 1936 Ivar Schnell examinó esta piedra y observó que había otra gran piedra junto a ella. Al alzarla descubrieron que también tenía inscripción rúnica, probablemente sería la piedra que Lukas Gadd había descrito como piedra cuadrada. En las cercanías Schnell descubrió otra piedra destruida sin su inscripción que probablemente sería la que Gadd describió como piedra inclinada. Como las tres piedras dificultaban las labores agrícolas fueron trasladadas a 60 metros de su lugar original, junto a la carretera. El círculo de piedras y los demás monumentos descritos por Gadd nunca fueron encontrados.
En la inscripción la palabra mani puede ser interpretada de dos formas, ya que en la escritura rúnica no se repetía consecutivamente la misma runa. Así una posibilidad es que se refiera a Máni, la luna, y la otra es que sea el nombre de varón Manni que deriva de maðr (hombre). Las palabra mus:kia es de difícil traducción y la antigua interpretación de Mus-Gea actualmente se rechaza. Probablemente es un nombre debido a myskia que es la luz durante el ocaso, y se supone que es debido al color del pelo. Una segunda teoría es que se refiere al murciélago. Se discute además si es un nombre de mujer o de hombre, aunque hay más expertos se inclinan más por el de mujer. El nombre Myskia aparece en una segunda inscripción rúnica de Södermanland, y quizás se refiera a la misma persona.
La última parte de la inscripción de la piedra sin cruz es inusual y parcialmente problemática. La palabra ystarla puede interpretarse sin contexto tanto hacia el este como hacia el oeste, pero como aparece tras austarla en la inscripción, existe el consenso de que significa hacia el oeste. Es inusual, aunque no única, que la runa ur represente al fonema «v». Esto permite interpretar que la última parte de la inscripción como un poema de métrica fornyrðislag. Esto explica el uso de la runa en vestarla que permite la rima aliterativa con um vaRit.
No se sabe si él se refiere a Hróðgeirr o Holmsteinn, pero la mayoría piensa que es Holmsteinn quien habría estado en el oeste. El plural terminado en -u en el forma verbal dou muestra que ambos, Hróðgeirr y Holmsteinn murieron en la expedición de Ingvar.
Transliteración:

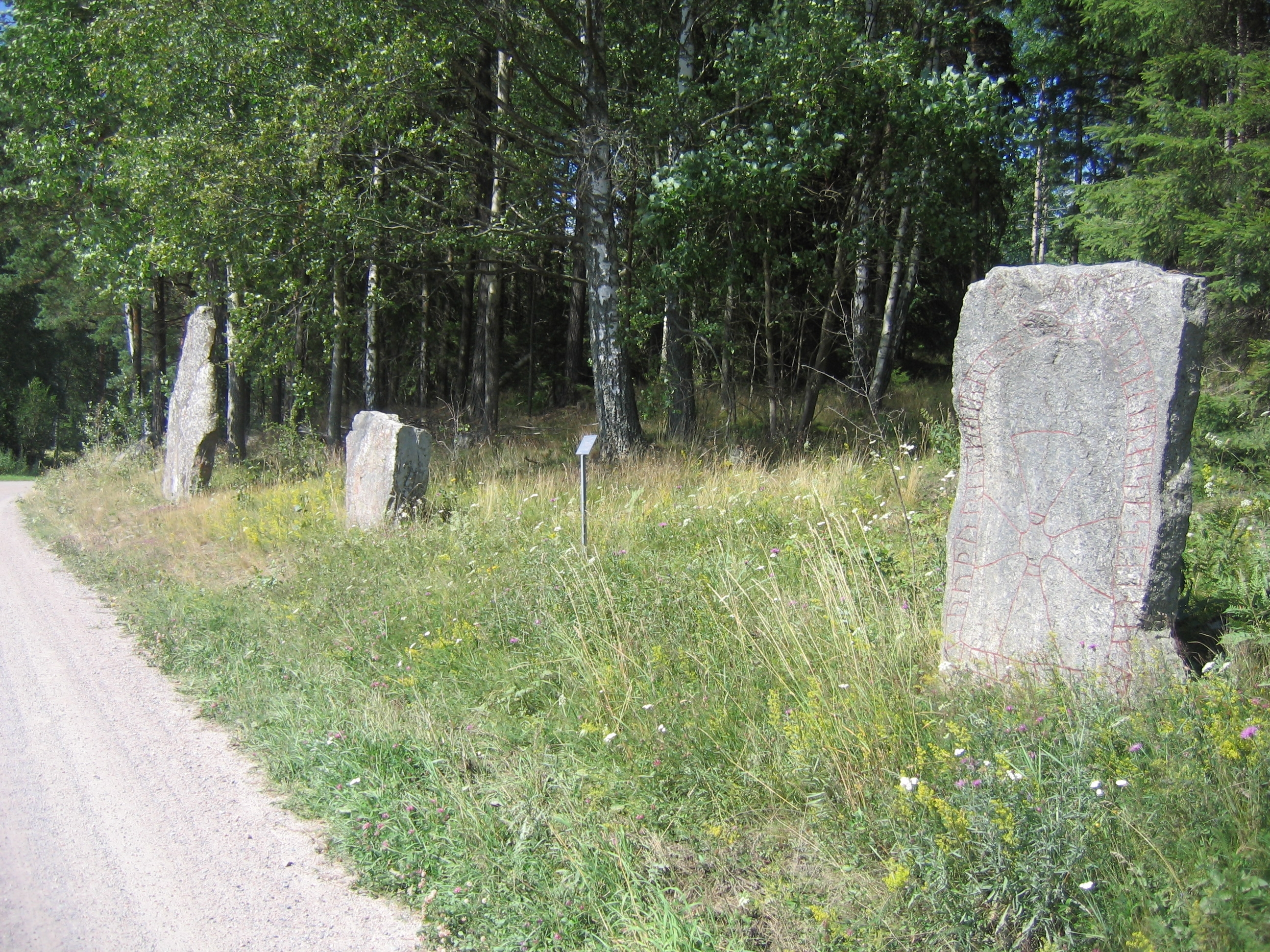
Piedras rúnicas Sö 173 y 374 en su conjunto.

A mus:kia : a(u)[k :] (m)an(i) : litu : rasa : ku[(m)(l) : þausi : at : b]ruþur * (s)in : hr(u)þkaiR * auk : faþur sin hulm:stain *
B * han hafþi * ystarla u(m) : uaRit * lenki : tuu : a:ustarla : meþ : inkuari
Transcripción al nórdico antiguo:
A Myskia ok Manni/Mani letu ræisa kumbl þausi at broður sinn HroðgæiR ok faður sinn Holmstæin.
B Hann hafði vestarla um vaRit længi, dou austarla með Ingvari.
Traducción:
A "Myskja y Manni/Máni hicieron erigir estos monumentos en memoria de su hermano Hróðgeirr y su padre Holmsteinn".
B "Él estuvo mucho tiempo en el oeste; murieron en el este con Ingvarr".

### Sö 217
Esta piedra del estilo Fp se encuentra en Sorunda. Se erigió en memoria de un padra que murió durante una expedición de guerra dirigida por un comandante de nombre Guðvé. Erik Brate argumenta que puede ser la misma expedición que la que se menciona en la Piedra de Grinda en la que los objetivos eran Inglaterra y Sajonia.
Translitaración:
+ suertikr : nuk + kari : auk : kuþmutr : auk : skari : auk : knutr : raistu : stain : þena : aftiR : utruk * faþur : sin : is fel * i liþi : kuþuis +
Transcripción al nórdico antiguo:
SværtingR ok Kari ok Guðmundr ok Skari ok Knutr ræistu stæin þenna æftiR Otrygg, faður sinn, es fell i liði Guðvis.
Traducción:
"Svertingr y Kári y Guðmundr y Skári y Knútr erigieron esta piedra en memoria de Ótryggr, su padre, que cayó en la tropa de Guðvé".

### Sö 260
Ubicada en Södra Beteby, posiblemente es una de las piedras que mencianan a Hakon Jarl. No es la única piedra que se ha encontrado en esa finca, además de un tesoro de varios cientos de monedas inglesas. Se han encontrado más peniques anglosajones de ese periodo en Suecia que en la propia Inglatarra, debido al pago de los danegelds.
Omeljan Pritsak afirma que este Hakon es el mismo que se menciona en la Piedra de Bro y cuyo hijo Ulf estuvo en el Oeste, es decir en Inglaterra. Este Hakon Jarl sueco podría ser en realidad el noruego Hákon Eiríksson.
Transliteración:
.........a : stin : eftiR : ierunt : sun : sia : aR * uaR : uestþr : meþ ulfi : suni * hakunar *
Transcripción al nórdico antiguo:
...... [ræis]a stæin æftiR Iarund, sun sinn, eR vaR vestr með Ulfi, syni HakonaR.
Traducción:
"...... erigió la piedra en memoria de Jôrundr, su hijo, que estuvo en el Oeste con Ulfr, el hijo de Hákon".

### Sö 319
Esta piedra rúnica del estilo RAK se encontró en Sannerby, pero fue trasladada al parque de la mansión de Stäringe, donde actualmente se encuentra junto a la piedra Sö 320.
Transliteración:
: finiþr : kiarþi : kuml : þaisi : eftiR : kaiRbiurn : faþur sin :: han uarþ : tauþr uestr
Transcripción:
Finnviðr(?) gærði kuml þessi æftiR GæiRbiorn, faður sinn. Hann varð dauðr vestr.
Traducción:
"Finnviðr(?) hizo este monumento en memoria de Geirbjôrn, su padre. Él murió en el Oeste".

## Östergötland

### Ög 68
Esta piedra rúnica del estilo RAK se encontraba en el interior de la iglesia de Ekeby, y se trasladó al porche de la iglesia en 1961. Menciona la muerte de un hombre llamado Eyvindr que murió mientras participaba en una expedición hacia el Oeste al mando de un caudillo llamado Væringr. Erik Brate considera que este Væringr es el que se menciona en la piedra Ög 111.
Transliteración:
suina × karþi × bru × þesi × eftiR × ouint × bruþur × sin × han × uas × uesteR × tauþeR × i × uereks × (k)ai-i
Transcripción al nórdico antiguo:
Svæina gærði bro þessi æftiR Øyvind, broður sinn. Hann vas vestr dauðr i Værings <kai-i>.
Traducción:
"Sveina hizo este puente en memoria de Eyvindr, su hermano. Él murió en el Oeste en... de Væringr"

### Ög 83
La piedra Ög 83 es una de las piedras rúnicas de Högby y está catalogado entre los estilo Pr1-Pr2. Fue hecha por una madre en memoria de un hijo que murió en el Oeste.
Transliteración:
* þura * sati * stin * þasi * aftiR * suin * sun * sin * Rs * uRstr * o * ualu
Transcripción al nórdico antiguo:
Þora satti stæin þannsi æftiR Svæin, sun sinn, es vestr a <ualu>
Traducción:
"Þóra situó esta piedra en memoria de Sveinn, su hijo, que murió en el Oeste en <ualu>".

### Ög 111
Esta piedra del estilo Fp se encontró en el muro de la iglesia de Landeryd. Fue erigida por un hombre llamado Væringr en memoria de su hermano que sirvió con Canuto el Grande. Erik Brate considera que este Væringr debe ser el mismo hombre que se menciona en la piedra Ög 68. La cruz es del estilo Ringerike.
Transliteración:
* uirikR : resti : stan : eftiR : þialfa : bruþur : sin : trak : þan : aR * uaR * miR * knuti :
Transcripción al nórdico antiguo:
VæringR ræisti stæin æftiR Þialfa, broður sinn, dræng þann, eR vaR með Knuti.
Traducción:
"Væringr erigió esta piedra en memoria de Þjalfi, su hermano, el hombre valiente que estuvo con Knútr".

### Ög Fv1970;310
Esta piedra de la primera mitad del siglo XI fue descubierta en junio de 1969 en el muro del cementerio de la iglesia de Kullerstad, a unos 40 metros de la puerta. La parte grabada estaba orientada hacia el interior. La piedra es de granito de color rojo claro y es de 1,84 m de alto (1,55 m sobresaliendo del suelo) y 84 cm de ancho. La longitud de las runas es de entre 12 y 15 cm. Fue erigida por un tal Hákon en memoria de su hijo Gunnarr, ambos hombres ya eran conocidos por la piedra Ög 162 del puente de Gunnar, a medio kilómetro al norte de la iglesia, en la que se relaciona el nombre Hákon con el puente en memoria de su hijo Gunnarr. La piedra descubierta en la iglesia probablemente era el memorial principal de los que se hicieron en memoria de Gunnar, al menos dos registrados, realizados por el mismo maestro grabador.
Transliteración:
hakun + raiþi × kuml × þausi × eftiR × kunar + sun × sin × han × uarþ × taurþ × uastr +
Transcripción al nórdico antiguo:
Hakon ræisþi kumbl þausi æftiR Gunnar, sun sinn. Hann varð dauðr vestr.
Traducción:
"Hákon erigió estos monumentos en memoria de Gunnarr, su hijo. Él murió en el Oeste".

## Västergötland

### Vg 61
Esta piedra se encuentra en Härlingstorp. Es del estilo RAK y fue erigida por una mujer en memoria de su hijo que murió en Occidente.
Transliteración:
: tula : sati : sten : þ......[iR kR : sun] : sin : harþa × kuþon : trok : sa × uarþ : tuþr : o : uastr:uakm : i : uikiku :
Transcripción al nórdico antiguo:
Tola satti stæin þ[annsi æft]iR GæiR, sun sinn, harða goðan dræng. Sa varð dauðr a vestrvegum i vikingu.
Traducción:
"Tóla situó esta piedra en memoria de Geirr, su hijo, un hombre muy bueno y valiente. Él murió en una incursión vikinga en la ruta del Oeste".

### Vg 197
La piedra rúnica se encuentra en el cementerio de la iglesia de Dalum. Se erigió en memoria de dos hermanos de los cuales uno murió en el este y el otro en el Oeste.
Transliteración:
tuki * auk * þiR * bryþr * ristu * stin * þesi * eftiR : bryþr : sina * eR : uarþ * tu(þ)r uestr : en * anar : au(s)tr :
Transcripción al nórdico antiguo:
Toki ok þæiR brøðr ræistu stæin þennsi æftiR brøðr sina. ER varð dauðr vestr, en annarr austr.
Traducción:
"Tóki y sus hermanos erigieron esta piedra en memoria de sus hermanos. Uno murió en el Oeste, otro en el este".

## Småland

### Sm 10
Esta piedra del estilo Pr2 se encuentra en la catedral de Växjö junto a su muro occidental. Fue erigida por un hombre que se llamaba a sí mismo «el Vikingo». Se descubrió en 1813 tapada bajo el yeso del muro de la catedral. La inscripción empieza en la cabeza de una serpiente grabada en una banda circular que sigue los bordes de la piedra hasta que termina en una «x». Se encuentra la palabra tyki en el rectángulo central sobre la cabeza de la serpiente, mientras que en el rectángulo de la izquierda aparece uikikr. El apelativo Vikingo indica que Tóki había formado parte en una expedición vikinga y que lo usaba probablemente para distinguirse del resto de los hombres que se llamaban Tóki en la región.
Transliteración:
-u(k)i tyki × uikikr reisti * stein * e(f)tir : kunar : sun : kirims × kuþ healbi sel hans
Transcripción al nórdico antiguo:
[T]oki, Toki vikingR, ræisti stæin æftiR Gunnar, sun Grims. Guð hialpi salu hans!
Traducción:
"Tóki, Tóki el Vikingo, erigió la piedra en memoria de Gunnarr, el hijo de Grímr. Que Dios ayude a su alma"

### Sm 42
Esta piedra del estilo RAK está ubicada en Tuna. Se erigió en memoria de un tal Özurr que sirvió a un rey llamado Harald, probablemente el rey inglés Harald Harefoot. Del que fue marino del barco real, siendo un gran honor para Özurr pertenecer a la guardia real, la þingalið. Siguiendo la tradición local, se encontraron moniedas antiguas junto a la piedra, que serían parte del pago a Özur por sus servicios en Inglaterra.
Transliteración:
tumi × risti : stin : þansi : iftiR × asur : bruþur × sin × þan : aR : uaR : s=kibari : hrhls : kunuks
Transcripción al nórdico antiguo:
Tumi/Tummi/Domi ræisti stæin þannsi æftiR Assur, broður sinn, þann eR vaR skipari Haralds kunungs.
Traducción:
"Tumi/Tummi/Dómi erigió esta piedra en memoria de Ôzurr, su hermano, que fue marinero con el rey Haraldr".

### Sm 51
Esta piedra se encuentra cerca del muro exterior del cementerio de la iglesia de Forsheda. Es del estilo RAK y se erigió en memoria de un hombre que murió camino del Oeste.
Transliteración:
tusti × (r)... (i)...tin × efti(R) kuno × mak × sin × þ......---s ×... × uistar- × uar-...
Transcripción al nórdico antiguo:
Tosti r[æist]i [s]tæin æftiR Gunna, mag sinn,......... vestar[la] var[ð]....
Traducción:
"Tosti erigió la piedra en memoria Gunni, su cuñado......... estuvo en el oeste...".

## Gotland

### G 370
Esta piedra rúnica se encuentra en la iglesia de Hablingbo. Es del estilo Pr3 y fue erigida en memoria de un hombre que murió mientras viajaba con los vikingos.
Transliteración:
uatar : auk... hilkaiR : raistu : stain : iftir... hailka... f-þur : sin : hn : uahR -istr : farin miþ uikikum
Transcripción al nórdico antiguo:
Hvatarr ok HæilgæiRR(?) ræistu stæin aftiR Hæilga, f[a]ður sinn. Hann var [v]estr farinn með vikingum.
Traducción:
"Hvatarr y Heilgeirr(?) erigieron la piedra en memoria de Helgi, su padre. El viajó al Oeste con los vikingos".

## Escania

### Dr 266
Esta piedra rúnica del estilo RAK fue descubierta en Uppåkra pero actualmente se encuentra en Stenshöggård.
Transliteración:
A nafni × risþi × stin × þasi ¶ aftiR × tuka × bruþur × si[n]
B han × uarþ × uistr ¶ tuþr
Traducción al nórdico antiguo:
A Nafni resþi sten þæssi æftiR Toka, broþur sin.
B Han warþ wæstr døþr.
Traducción:
A "Nafni raised this stone in memory of Tóki, his brother".
B "He died in the west".

### Dr 330
Esta piedra del estilo RAK del siglo XI se descubrió en Gårdstånga, pero actualmente está ubicada en la colina de la piedra rúnica en Lund.
Transliteación:
A ...usti : auk : kunar :...u : stina : þasi : aiftiR : kn... ¶......biurn : filaka : si(n)(-)
B : þiR : trikaR : uaRu : u--(-) --isiR : i * uikiku
Transcripción al nórdico antiguo:
A Tosti(?) ok Gunnar... stena þæssi æftiR... [ok]...biorn, felaga sin[a].
B ÞeR drængiaR waRu w[iþa] [un]esiR i wikingu.
Traducción:
A "Tosti(?) y Gunnarr... estas piedras en memoria de... [y]...-bjôrn, sus compañeros".
B "Estos valerosos hombres consiguieron un gran renombre en las incursiones vikinga".

### Dr 334
Esta piedra del estilo RAK es parte del monumento de Västra Strö monument y fue hecha por la misma persona que la piedra Dr 335.
Transliteración:
faþiR : lit : hukua : runaR : þisi : uftiR : osur : bruþur : sin : is : nur : uarþ : tuþr : i : uikiku :
Transcripción al nórdico antiguo:
FaþiR let hoggwa runaR þæssi æftiR Azur, broþur sin, æs nor warþ døþr i wikingu.
Traducción:
"Faðir encargó cortar estas piedras en memoria de Ôzurr, su hermano, que murión en el norte en una expedición vikinga".

## Dinamarca

### Dr 216
Esta piedra originalmente estaba en Tirsted en la isla Lolland, Dinamarca. Es uno de los primeros documentos escandinavos que mencionan a Suecia junto con las piedras Dr 344 y Sö Fv1948;289. Se erigió en memoria de un vikingo que murió en Suecia y que murió formando parte de la guardia real de Freygeirr. Actualmente está en la exhibición permanente del Museo nacional de Dinamarca.
Transliteración:
A osraþr auk hiltu(-)-R raisþu stain þansi aft froþa fronti sin sin ian han uas þo foink uaiRa ian han uarþ tauþr o suoþiauþu auk uas furs i frikis ioþi þo aliR uikikaR
Transcripción al nórdico antiguo:
Asraþr ok Hildu[ng]R/Hildv[ig]R/Hildu[lf]R resþu sten þænsi æft Fraþa/Fræþa, frænda sin sin, æn han was þa fækn(?) wæRa, æn han warþ døþr a Sweþiuþu ok was fyrst(?) i(?) Friggis(?) liði(?) þa alliR wikingaR.
Traducción:
"Asrathr y Hildung/Hildvig/Hildulf erigieron esta piedra por, su pariente,... Él murió en Suecia y fue el primer.... de todos los vikingos".